# 扇屋墨河
扇屋 墨河（おうぎや ぼくが、延享元年（1744年） - 寛政13年1月11日（1801年2月23日））は、江戸時代中期の吉原の妓楼「扇屋」の主人。通称は宇右衛門、鈴木氏。墨河は号。狂歌師としても知られ、狂名を棟上高見（むねあげ の たかみ）と号した。

## 概要
「扇屋」は新吉原江戸町の大見世で、主人である墨河は十八大通の一人に数えられた。扇の雅称を「五明」と言ったことから「五明楼」とも称し、これが吉原で初めて遊女屋に「楼」の名の付けられた見世であるという。喜多川歌麿の美人画に描かれた名妓・花扇は扇屋抱えの遊女である。
教養人として知られ、和歌・俳句・狂歌のほか、書画にも通じた。特に和歌・書は加藤千蔭に師事。また狂歌を四方赤良に学び、加保茶元成主催する吉原連に属した。妻も垢染衣紋の狂名で知られる狂歌師である。画は北尾派風の美人画を残した。

## 登場作品
- 『べらぼう～蔦重栄華乃夢噺～』（2025年、NHK大河ドラマ、演：山路和弘） ※役名は扇屋宇右衛門。